# Phyllophaga punctipennis
Phyllophaga punctipennis är en skalbaggsart som beskrevs av Blanchard 1851. Phyllophaga punctipennis ingår i släktet Phyllophaga och familjen Melolonthidae. Inga underarter finns listade i Catalogue of Life.